# 와이파이 보호 접속

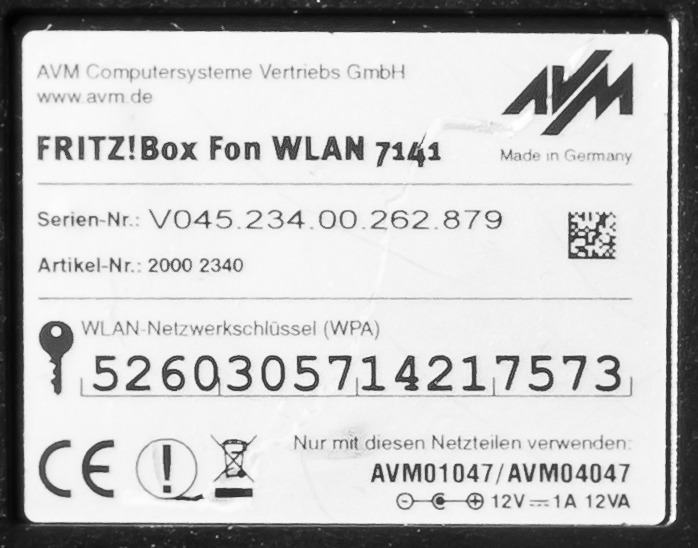

와이파이 보호 접속(Wi-Fi Protected Access,  WPA, WPA2)는 와이파이 얼라이언스의 감시 하에 수행하는 인증 프로그램으로, 와이파이 얼라이언스가 책정한 보안 프로토콜 네트워크 장비가 준수하고 있음을 나타내는 보안 프로토콜이다. WPA 프로토콜은 이전의 유선 동등 프라이버시(WEP)의 취약점 때문에 그 대안으로 나온 것이다. IEEE 802.11i의 주요 부분을 구현하는 프로토콜이고, 802.11i가 완성되기까지, WEP의 대안으로 일시적으로 사용하기 위해 개발되었다. WPA 지원 이전의 무선 LAN 카드도 (펌웨어 업데이트로) 가능하도록 설계되고 있지만, 1세대의 액세스 포인트 (무선 LAN) 액세스 지점에서는 작동하지 않는다. WPA2 인증 마크는 해당 장치가 확장 프로토콜 표준을 완벽하게 준수하고 있다는 것을 보여준다. 이 확장 프로토콜은 이전 세대의 무선 LAN 카드에서는 작동하지 않는다.

## 개요
- IEEE 802.11i의 완전한 승인 전에 와이파이 얼라이언스(WFA)에서 개발 (와이파이 보안 표준 준수)
- 임시 키 무결성 프로토콜(TKIP)을 통해 데이터 암호화 향상됨
- 확장 가능 인증 프로토콜(EAP)을 통해 사용자 인증(보통 WEP에는 없음)
- WPA2는 2세대 WPA로서 보안 기능이 개선되었으며 고급 암호 표준(AES) 암호화, 사전 인증 및 PMKID 캐시로 구성됨
- 인증요청자 장치와 인증자를 동일한 WPA 버전 및 Pre-shared Key(PSK)로 구성할 수 있도록 WPA와 WPA2는 상호 운영성 없음
- WPA는 BSS(인프라) 모드만 지원, WPA2는 BSS(인프라)모드 및 IBSS(Ad hoc) 모드 지원

## TKIP
- 해싱 알고리즘을 사용하여 데이터 암호화 성능을 개선함
- 키 재설정 방법을 포함하여 데이터 암호화 방법이 크게 개선됨
- 무선 LAN에 대한 IEEE 802.11i 암호화 표준의 일부이며 802.11 무선 LAN을 보호하는 데 사용되는 차세대 WEP
- 패킷 단위 키 혼합, 메시지 무결성 확인 및 재입력 메커니즘을 제공하여 WEP의 결함을 수정함.

## CCMP (AES 기반)
- WPA,WPA2의 필수 프로토콜인 TKIP를 대체하기 위해 만들어진 IEEE 802.11i 암호화 프로토콜
- WPA2 표준의 필수 요소이며, WPA 표준의 선택적 요소이고, RSN을 따르는 네트워크에 대해 요구되는 옵션
- Advanced Encryption Standard (AES) 알고리즘 사용

## 같이 보기
- 유선 동등 프라이버시(WEP)
- IEEE 802.11i
- 확장 가능 인증 프로토콜(EAP)